# مارکوواتس (ولیکا پلانا)
مارکوواتس (به صربی: Markovac) یک منطقهٔ مسکونی در صربستان است که در ولیکا پلنا واقع شده‌است. مارکوواتس ۳٬۲۲۸ نفر جمعیت دارد.